# Samsung Galaxy Watch6
Die Smartwatch Samsung Galaxy Watch6 Series wurde am 16. Juli 2023 des offiziellen Samsung Galaxy Unpacked vorgestellt.
Die Uhr gibt es in zwei verschiedenen Varianten, einmal mit der analogen Lünette (Watch6 Classic) und mit der digitalen Lünette (Watch6).

## Varianten
Es gibt mehrere Konfigurationsvarianten der Uhr:
| Technische Daten für die Samsung Galaxy Watch6 und Watch6 Classic | Technische Daten für die Samsung Galaxy Watch6 und Watch6 Classic | Technische Daten für die Samsung Galaxy Watch6 und Watch6 Classic |
| ----------------------------------------------------------------- | --- | --- |
| Modell                                                            | Galaxy Watch6 | Galaxy Watch6 Classic |
| OS                                                                | Wear OS 4 / One UI 5 | Wear OS 4 / One UI 5 |
| Display                                                           | 40 mm: 1,3 Zoll 432 × 432 Super AMOLED, Full Color Always On mit Saphirglas 44 mm: 1,5 Zoll 480 × 480 Super AMOLED, Full Color Always On mit Saphirglas                                                          | 43 mm: 1,3 Zoll 432 × 432 Super AMOLED, Full Color Always On mit Saphirglas 47 mm: 1,5 Zoll 480 × 480 Super AMOLED, Full Color Always On mit Saphirglas                                                                         |
| CPU                                                               | Exynos W930 Dual-Core 1,4 GHz | Exynos W930 Dual-Core 1,4 GHz |
| Speicher                                                          | 2 / 16 GB | 2 / 16 GB |
| Akku                                                              | Bis zu 40 Stunden (ohne Always On); bis zu 30 Stunden (Always On), Schnellladefunktion | Bis zu 40 Stunden (ohne Always On); bis zu 30 Stunden (Always On), Schnellladefunktion |
| Akku                                                              | 40 mm 300 mAh | 43 mm 300 mAh |
| Akku                                                              | 44 mm: 425 mAh | 47 mm: 425 mAh |
| Sensoren                                                          | Samsung BioActive-Sensor (optische Herzfrequenz + elektrisches Herzsignal + bioelektrische Impedanzanalyse), Temperatursensor, Beschleunigungsmesser, Barometer, Gyrosensor, geomagnetischer Sensor, Lichtsensor | Samsung BioActive Sensor (optische Herzfrequenz + elektrisches Herzsignal + bioelektrische Impedanzanalyse), Temperatursensor, Beschleunigungsmesser, Barometer, Gyrosensor, geomagnetischer Sensor, Lichtsensor, 3D-Hallsensor |
| Verbindung                                                        | LTE, Bluetooth 5.3, Wi-Fi 2.4+5 GHz, NFC, GPS/Glonass/Beidou/Galileo | LTE, Bluetooth 5.3, Wi-Fi 2.4+5 GHz, NFC, GPS/Glonass/Beidou/Galileo |
| Besonderes                                                        | 5 ATM, IP68, MIL-STD-810H | 5 ATM, IP68, MIL-STD-810H |
| Farben                                                            | 40 mm: Graphit, Gold 44 mm: Graphit, Silber | 43 + 47 mm: Schwarz, Silber |
| Maße                                                              | 40 mm: 38,8 × 40,4 × 9,0 mm 44 mm: 42,8 × 44,4 × 9,0 mm | 43 mm: 42,5 × 42,5 × 10,9 mm 47 mm: 46,5 × 46,5 × 10,9 mm |
| Gewicht                                                           | 40 mm 28,7 Gramm 44 mm 33,3 Gramm | 43 mm 52 Gramm 47 mm 59 Gramm |
| Anforderung                                                       | Android 10 oder höher, mehr als 1,5 GB RAM | Android 10 oder höher, mehr als 1,5 GB RAM |
| Preise                                                            | 40 mm ab 319 € 44 mm ab 349 € | 43 mm ab 419 € 47 mm ab 449 € |
| Quellen:                                                          | | |

## Features

### Display
Das Display der Uhr – egal welcher Konfiguration – wird durch ein Saphirglas geschützt.

### Laden
Die Uhr besitzt mit einem kompatiblen Ladegerät auch eine sogenannte Schnellladefunktion, um sie schneller als gewöhnlich zu laden.